# Zeltplattform

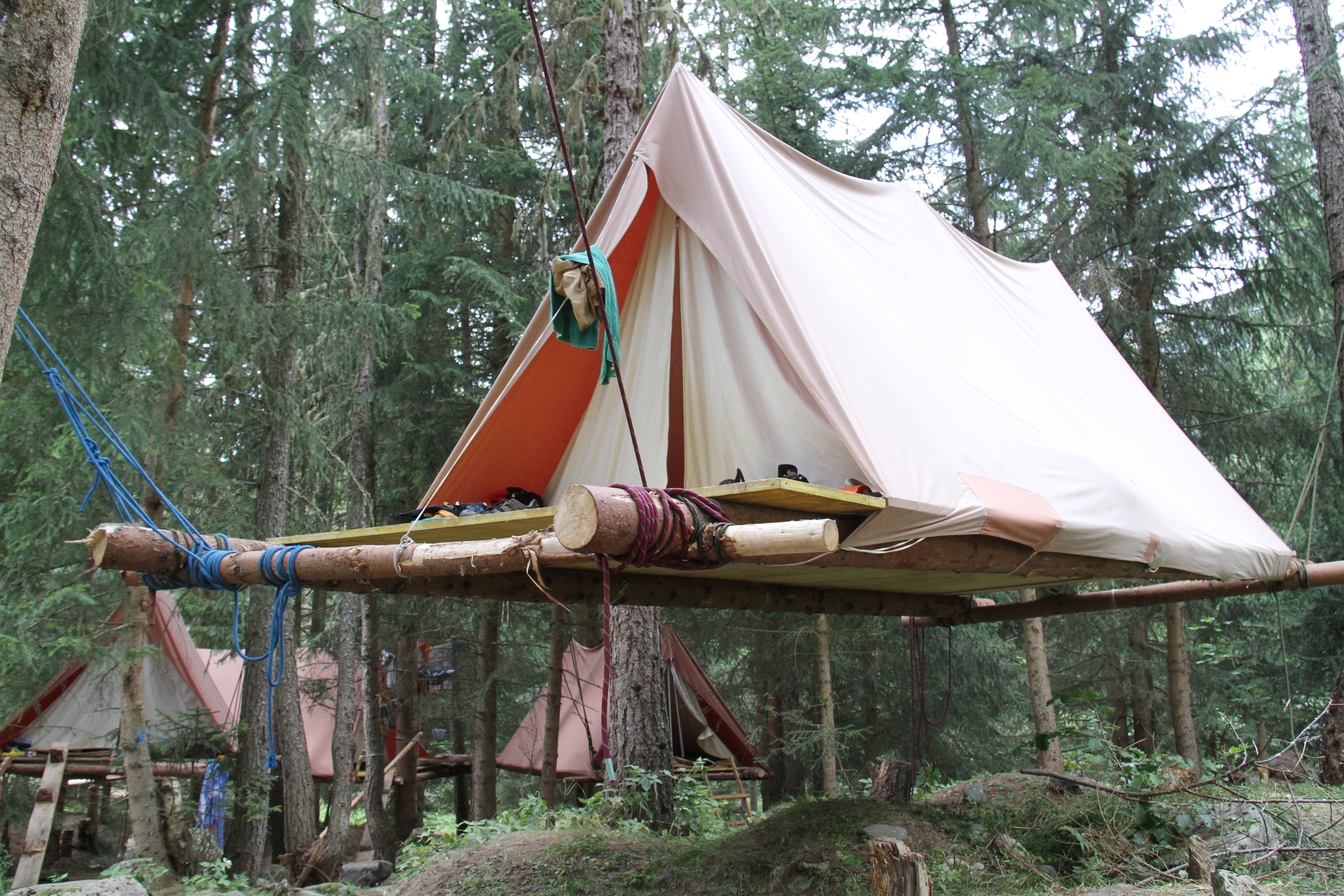
Hängende Zeltplattform

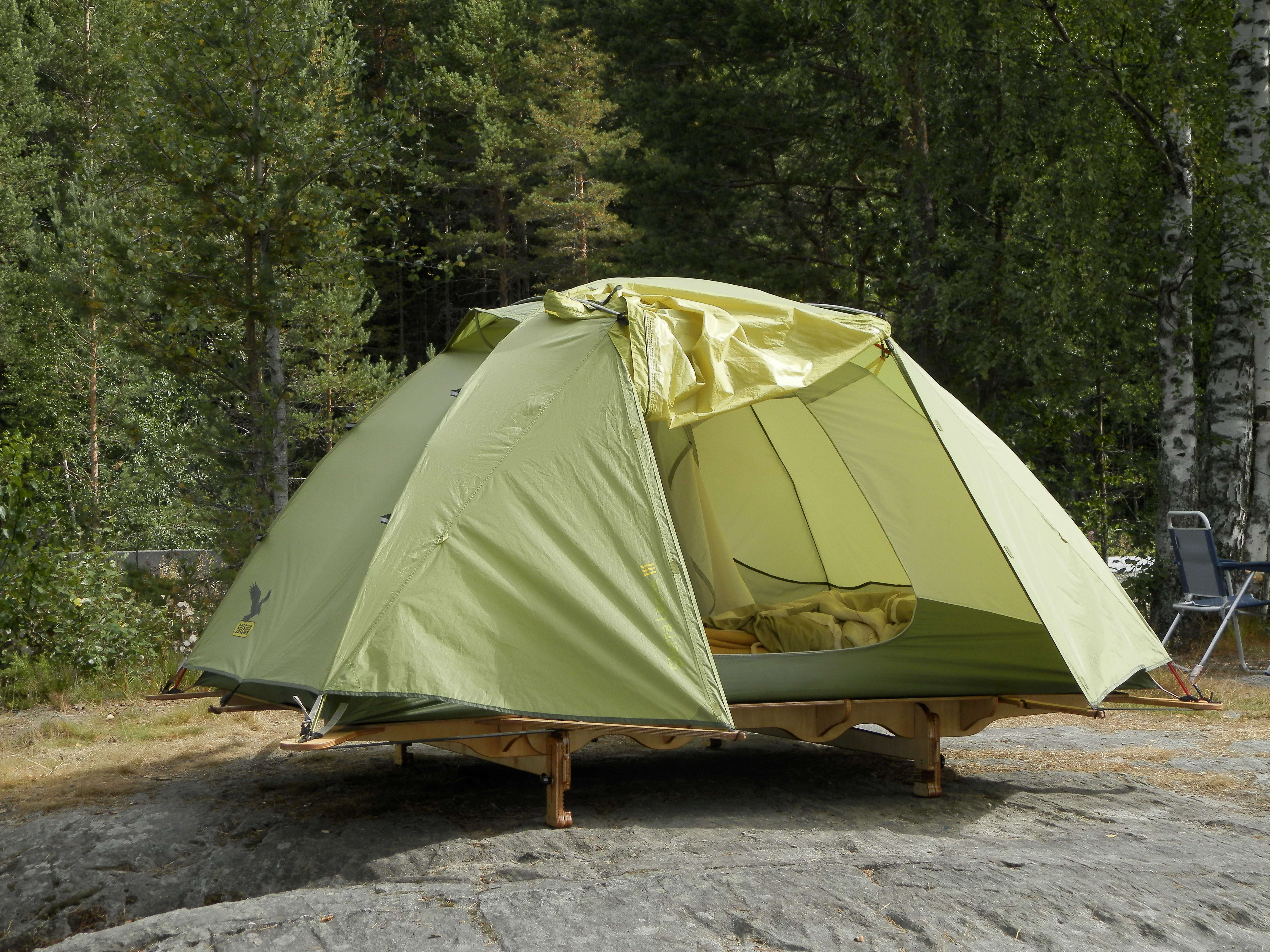
Transportable Zeltplattform

Eine Zeltplattform ist ein ebener und meist erhöht liegender, künstlicher Untergrund für ein oder mehrere Zelte. Typischerweise handelt es sich um eine Holzkonstruktion im buckligen Gelände, die dem Wanderer eine bequeme Übernachtung im Zelt ermöglichen soll. Oft soll sie auch Zeltende davon abhalten, die umliegende Vegetation zu zertrampeln. In manchen Ländern, vor allem in Amerika, findet man Zeltplattformen häufig an Wanderwegen, aber auch auf vielen Campingplätzen. Es gibt gemauerte, schwimmende, überdachte oder transportable Zeltplattformen.
Bergsteiger bauen sich manchmal eine Zeltplattform für ihr Basislager aus dort vorhandenen Materialien wie Geröll oder Schnee, oder aus mitgebrachten Brettern.
Geländewagen haben auf ihren Dächern oft große Plattformen, die eigentlich für den Transport von Ausrüstung oder für Tierbeobachtungen gedacht sind, aber häufig werden auf diesen auch Zelte errichtet. Die erhöhte Lage bietet den dort übernachtenden Schutz vor Raubtieren in der Wildnis.
Eine Sonderform ist das Autodachzelt, eine meist klappare Plattform mit Zelt, welches, auf dem Dach eines gewöhnlichen Autos montiert, dieses vorübergehend in ein Wohnmobil verwandelt. Für den Einstieg muss eine Leiter mitgeführt werden.
Zeltplattformen findet man häufig auch bei Großzelten im gewerblichen wie auch im militärischen Bereich, bei Fest- und Veranstaltungszelten. Hier bewegen sich zum Teil große Menschenmengen, denen der natürliche Boden ungeschützt nicht lange standhalten würde. Der künstliche Boden soll den Menschen im Zelt einen angenehmen Aufenthalt oder ein effizientes Arbeiten ermöglichen, im Notfall die Flucht. Man hat hier üblicherweise Holz- oder Kunststoffmodule, die über dem natürlichen Untergrund verlegt werden, und die oft mit mehr oder weniger aufwändigen Nivellierfüßen ausgestattet sind.